# 金勤伯
金勤伯（1910年—1998年），名開業，字勤伯，號繼藕、景北，1910年（清宣統二年）生於上海，原籍浙江省吳興縣南潯鎮，1948年後渡海定居臺灣的畫家與美術教育家。擅長水墨花鳥、人物和山水畫，尤其是工筆花鳥畫。

## 生平事略
出身富裕的藝術世家，自幼受父親金紹基（1886-1949）培養對書畫玉器品鑑能力，為日後藝術創作奠定基礎。曾受書畫及竹刻專家的大伯金城（1878-1926）、二伯金紹堂（1880-1965）、三姑金章（1884-1939）、四叔金紹坊（1890-1979）、陳師曾、清宮廷畫家俞明（1884-1935）等指導筆墨、畫理與傳統畫法:94。1921年由大伯父推薦入「中國畫學研究會」，1926年畢業；1929年考入燕京大學生物系，1935年於同系研究所碩士畢業。隨即留學英國倫敦大學，一年半後轉入美國哥倫比亞大學。1937年因戰爭而放棄學業，並返回中國。:1281937至1945年中日戰爭時期進入北京故宮博物院古物陳列所以及鑑賞家龐元濟（1964-1949）家中大量臨摹古畫，累積繪畫功底。:130-131
1934年與許聞韻結婚，育有三子。1937年至北京輔仁大學美術系任代課老師。1948年舉家遷臺，結識郭柏川。亦與渡海至臺的藝術家溥心畬、張大千、黃君璧、莊嚴、臺靜農、孔德成等人交遊，相互切磋書畫技藝。其後持續創作，舉辦個展，亦參與全國性大型書畫展覽，擔任國家多種藝術競賽評審委員。1959年獲美國傅爾布萊特交換計畫獎助（The Fulbright Program for Scholarly Exchange），前往羅德島設計學院講學，並在當地博物館舉辦個人畫展。 又在多所大學展覽並推廣中國書畫教育，迄1967年返臺定居。

## 藝術創作與教育
金勤伯的水墨創作包含花鳥、人物與山水畫:133-134。 緣於燕京大學生物研究所的專業背景，對自然生態尤重觀察，其工筆花鳥畫被時人稱為「臺灣書畫界院體花鳥畫第一人」。
金勤伯自1950年起任教至1983年退休，先後於國立臺灣師範大學藝術系、文化大學和國立藝術專科學校（今國立臺灣藝術大學）開設工筆花鳥畫課程:108，將收藏當教材培養學生審美鑑賞能力，亦繪製豐富畫稿讓學生臨摹以傳授筆法技巧，鼓勵學生在水墨畫的傳統基礎上創新與發展個人風格。其學生如胡念祖、孫家勤、喻仲林、傅申等皆成為臺灣近當代知名藝術家、收藏家、藝評家。金勤伯對於臺灣現代水墨畫風格形塑與發展以及藝術教育有其貢獻。:86